# Júlia Hunyady de Kéthely

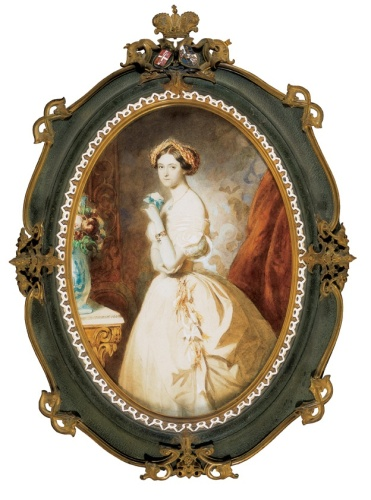
Júlia Hunyady de Kéthely.

Júlia Hunyady de Kéthely, född i Wien 1831, död där 1919, var furstinna av Serbien, gift 1853 med furst Mihajlo Obrenović III av Serbien.
Hon var dotter till den ungerska greven Ferenc Hunyady de Kéthely och Júlia Zichy de Zich et Vásonkeő. Júlia var impopulär i Serbien på grund av sin katolska religion och sin ungerska härkomst. Äktenskapet var olyckligt och barnlöst. Maken hade många andra förhållanden, främst med sin kusin Anka Obrenovićs dotter Katarina Konstantinović.
Júlia själv hade sitt eget förhållande med belgiern hertig Karl von Arenberg (1831-1896), prins av Recklinghausen. Mihailo demonstrerade öppet sitt förhållande med Katarina Konstantinović vid hovet och övervägde att skilja sig från Julia.
År 1867 avskedades premiärminister Ilija Garasanin för att ha motsatt sig en eventuell skilsmässa. Den 10 juni 1868 blev Mihailo och Anka Obrenović dödade och Katarina Konstantinović sårad då de besköts under en promenad i en park utanför Belgrad. Attentatet troddes ha utförts av dynastins rivaler, familjen Karađorđević.
Júlia fortsatte sitt förhållande med Karl von Arenberg och gifte sig med honom år 1876. De bosatte sig i Bryssel där Karl von Arenberg avled 1896.